# Terratrèmol de Taiwan de 2016

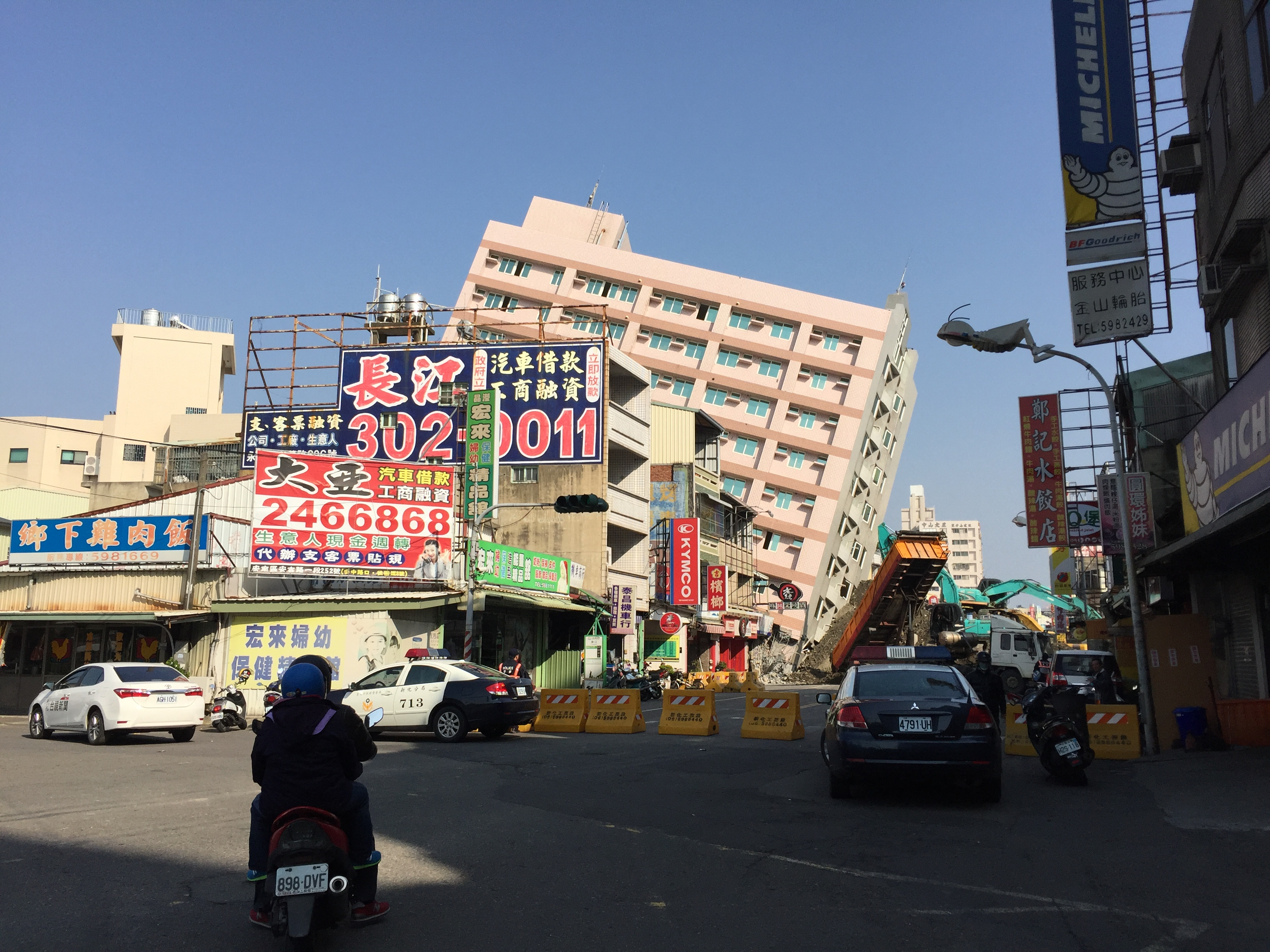
Edifici ensorrat.

El terratrèmol de Taiwan de 2016 fou un sisme de magnitud 6,4 en l'escala de Richter que va tocar de ple el sud de Taiwan a 46 quilòmetres del nord-est del port de Kaohsiung (22° 52′ 16″ N 120° 40′ 05″ E) i a 23 km de profunditat el matí del 6 de febrer del 2016.
El terratrèmol va causar almenys 55 morts i 500 ferits. Nou de les víctimes mortals, entre elles un nadó de 10 dies, eren a l'edifici Weiguan Jinlong de Tainan, una torre de 17 plantes que es va ensorrar i de la qual ja es van rescatar 258 persones, dues persones més de les que, segons les xifres oficials prèvies, eren al lloc. L'edifici Weiguan Jinlong ha estat el més afectat dels 14 edificis ensorrats o seriosament afectats.
El terratrèmol va deixar 168.000 cases sense subministrament d'electricitat i 40.000 sense aigua. Una gasolinera ubicada davant d'un edifici inestable va haver de ser evacuada i buidada de combustible. El tren d'alta velocitat que uneix el sud i el nord de l'illa va ser interromput just el dia en què molts taiwanesos residents al nord van al sud per celebrar amb els seus familiars l'Any Nou Lunar, que començava diumenge a la nit.
El president taiwanès, Ma Ying-Jeou, i el primer ministre, Chang San-Cheng, es van traslladar a Tainan per seguir de prop les operacions de rescat i mostrar la seva solidaritat amb els damnificats.